# Liam Foudy
Liam Foudy, född 4 februari 2000, är en kanadensisk professionell ishockeyforward som är kontrakterad till Columbus Blue Jackets i National Hockey League (NHL) och spelar för London Knights i Ontario Hockey League (OHL). Han har tidigare spelat för Cleveland Monsters i American Hockey League (AHL).
Foudy draftades av Columbus Blue Jackets i första rundan i 2018 års draft som 18:e spelare totalt.
Han är son till den före detta friidrottaren France Gareau, som vann silvermedalj i damernas 4 x 100 meter stafett vid Olympiska sommarspelen 1984, och äldre bror till Jean-Luc Foudy.

## Statistik
| 2015–2016  | Markham Majors        | GTHL       | 32  | 19 | 19 | 38  | 14 | —  | — | — | —  | —  |
| 2016–2017  | London Knights        | OHL        | 58  | 9  | 6  | 15  | 19 | 13 | 0 | 0 | 0  | 0  |
| 2017–2018  | London Knights        | OHL        | 65  | 24 | 16 | 40  | 22 | 4  | 1 | 1 | 2  | 0  |
| 2018–2019  | London Knights        | OHL        | 62  | 36 | 32 | 68  | 32 | 11 | 6 | 6 | 12 | 12 |
|            | Cleveland Monsters    | AHL        | —   | —  | —  | —   | —  | 8  | 2 | 0 | 2  | 2  |
| 2019–2020  | Columbus Blue Jackets | NHL        | 1   | 0  | 0  | 0   | 0  | —  | — | — | —  | —  |
|            | London Knights        | OHL        | 32  | 20 | 23 | 43  | 18 | —  | — | — | —  | —  |
| NHL totalt | NHL totalt            | NHL totalt | 1   | 0  | 0  | 0   | 0  | —  | — | — | —  | —  |
| AHL totalt | AHL totalt            | AHL totalt | —   | —  | —  | —   | —  | 8  | 2 | 0 | 2  | 2  |
| OHL totalt | OHL totalt            | OHL totalt | 217 | 89 | 77 | 166 | 91 | 28 | 7 | 7 | 14 | 12 |

### Internationellt
| Källa: Uppdaterad: 2020-02-11 | Källa: Uppdaterad: 2020-02-11 | Källa: Uppdaterad: 2020-02-11 |         | Utv = Utvisningsminuter | Utv = Utvisningsminuter | Utv = Utvisningsminuter | Utv = Utvisningsminuter | Utv = Utvisningsminuter |
| År                            | Lag                           | Mästerskap                    | Matcher | Mål                     | Assists                 | Poäng                   | Utv                     |                         |
| ----------------------------- | ----------------------------- | ----------------------------- | ------- | ----------------------- | ----------------------- | ----------------------- | ----------------------- | ----------------------- |
| 2018                          | Kanada                        | U18                           | 5       | 2                       | 2                       | 4                       | 0                       |                         |
| 2020                          | Kanada                        | JVM                           | 7       | 3                       | 1                       | 4                       | 4                       |                         |
| Junior totalt                 | Junior totalt                 | Junior totalt                 | 12      | 5                       | 3                       | 8                       | 4                       |                         |